# CD+G

CD+G Logo

Die CD+G bzw. CD-G (CD ± Graphics) ist ein technisches Verfahren sowie ein Standardformat für solche Audio-CDs, die zusätzlich Daten wie Liedtexte und/oder Bilder aufzeichnen kann bzw. enthält, die gleichzeitig mit der Musik auf einem Bildschirm dargestellt werden können.

## Anwendung
Dieses Format wird in der Praxis vor allem bei Karaoke-CDs (Musik + grafische Texte) angewendet. Eine erweiterte Form ist die CD+Extended Graphics. Beide Varianten sind im Red-Book-Standard für Audio-CDs definiert.
Zur Wiedergabe wird ein entsprechendes Abspielgerät oder ein zusätzlicher Adapter benötigt:
- Einen speziellen CD+G bzw. Karaoke-Player,
- Einige Standalone-DVD-Player können CD+G abspielen
- PC mit Software-Player für CD+G; allerdings können nicht alle CD/DVD-Laufwerke auch CD+G lesen
- Sega Saturn, Sega Mega-CD
- Panasonic/Goldstar
- 3DO
- NEC FX, NEC PC Engine Duo,
- Atari Jaguar CD
- Philips CD-i
- Commodore CDTV und CD³²
- Tandy Video Information System
- In einem normalen CD-Player lässt sich eine CD+G wie eine Audio-CD abspielen (nur Ton)[1][2][3]

## Technische Merkmale

### Subcode-Kanäle und Datenrate
Die Bilddaten von CD+G werden in den (bei reinen Audio-CDs ungenutzten) Subcode-Kanälen R bis W gespeichert. Die verfügbare Datenrate beträgt etwa 28,8 kbit/s, was für einfache, 16-farbige Grafiken ausreicht. Es sind 6 Bits verfügbar, die in jedem Frame zu einem sogenannten Symbol zusammengefasst werden. 24 Symbole hintereinander ergeben ein sogenanntes Pack. In jedem Pack zeigt das erste Symbol an, welcher Grafikmodus verwendet wird, wobei drei verschiedene Grafikmodi (neben anderen Modi) verfügbar sind:
- der Zeilen-Grafik-Mode, welcher eine Auflösung von 288 × 24 in zwei Farben erlaubt[6]
- der TV-Grafik-Mode, welcher eine Auflösung von 288 × 192 in 16 verschiedenen Farben erlaubt[7]
- der Erweiterte-TV-Grafik-Mode, welcher eine Auflösung von 288 × 192 in 256 verschiedenen Farben erlaubt, wobei auch Überblende- und Schneide-Effekte möglich sind; jedoch nur bei einer Farbtiefe von 16 Farben[8]

### Grafikaufbau
Die einzelnen Pixel werden in sogenannte Fonts zusammengefasst, wobei jeder Font 6 × 12 Pixel umfasst. Im Zeilen-Grafik-Mode können die beiden Farben aus 8 Farben (Schwarz, Blau, Grün, Cyan, Rot, Magenta, Gelb und Weiß) gewählt werden, während im TV-Grafik-Mode 4096 Farben zur Verfügung stehen und im Erweiterten-TV-Grafik-Mode aus 262.144 Farben ausgewählt werden kann.

### Befehle/Instruction Set
Das CD+G-Format definiert verschiedene Befehle, z. B. zum Setzen von Hintergrundfarben, Laden von Kacheln, Scrollen des Bildes oder Definieren von Transparenzen.